# Stazione di Salaparuta
La stazione di Salaparuta era una stazione ferroviaria della linea a scartamento ridotto Castelvetrano-San Carlo-Burgio a servizio del comune di Salaparuta in provincia di Trapani.

## Storia
La stazione è stata aperta al traffico il 20 luglio 1922 con l'apertura della tratta Gibellina-Salaparuta  per essere chiusa, il 15 gennaio 1968, in seguito al terremoto che ha sconvolto la valle del Belice con parte del piano superiore del fabbricato fortemente danneggiato dal sisma, mentre la casa cantoniera che la precedeva sembrerebbe aver subito danni di minore entità; successivamente gli edifici vennero demoliti del tutto.

## Strutture e impianti
La stazione disponeva di un fabbricato viaggiatori a due piani  con tre luci per piano sul prospetto e tre sul fianco e da uno scalo merci ed era dotata anche di piattaforma girevole. Nella stazione avrebbe dovuto confluire la linea Palermo-Camporeale se, come da progetto originario, fosse stata prolungata fino a Salaparuta. All'uscita dal piazzale, il treno entrava in galleria, attualmente in discrete condizioni, con l’eccezione del portale, danneggiato dal sisma.